# Edward Talbot (évêque)
Edward Stuart Talbot (19 février 1844 - 30 janvier 1934) est un évêque anglican de l'Église d'Angleterre et le premier directeur du Keble College d'Oxford. Il est successivement évêque de Rochester, évêque de Southwark et évêque de Winchester.

## Éducation
Il fait ses études à la Charterhouse School jusqu'en 1858. En 1862, il monte à Christ Church, Oxford et obtient son diplôme en 1865. Il y reste jusqu'en 1869 comme professeur d'histoire moderne.

## Carrière
En 1869, il est nommé premier directeur du Keble College, Oxford, et y reste jusqu'en 1888, date à laquelle il accepte le poste de vicaire de l'église paroissiale de Leeds, où il reste six ans (1889–1895). Alors qu'il est encore à Oxford, lui et sa femme, Lavinia, sont les fondateurs de Lady Margaret Hall, le premier collège pour femmes, en 1878,. Il occupe ensuite les postes d'évêques de Rochester, de Southwark (le premier à porter ce titre) et de Winchester. Il est élu canoniquement au siège de Winchester le 19 avril 1911 à la cathédrale de Winchester  et cette élection est confirmée le 1er mai 1911 à St Mary-le-Bow.

## Famille
Son père est John Chetwynd-Talbot, fils de Charles Chetwynd-Talbot (2e comte Talbot), et sa mère est Caroline Jane Stuart-Wortley, fille de James Stuart-Wortley (1er baron Wharncliffe).
Il épouse Lavinia Lyttelton (née le 10 octobre 1849), fille de George Lyttelton (4e baron Lyttelton) et Mary Glynne, le 29 juin 1870. Leurs enfants sont :
- Mary Catherine Talbot (2 octobre 1875-2 septembre 1957) qui épouse Lionel Ford (en)
- Edward Keble Talbot (31 décembre 1877 - 21 octobre 1949)[3]
- Neville Talbot (en), évêque de Pretoria (21 août 1879 - 3 avril 1943)
- Lavinia Caroline Talbot (15 avril 1882 - 30 septembre 1950)
- Gilbert Walter Lyttelton Talbot (1er septembre 1891-30 juillet 1915, tué au combat à Ypres), et d'après qui l'organisation Toc H est nommée

## Travaux
Il a écrit les livres suivants:
- Influence du christianisme sur l'esclavage (1867)
- La guerre et la conscience
- Les sanctions spirituelles d'une Société des Nations
- Souvenirs de la jeunesse (1925)

Le Hall et une face du quadrilatère Wolfson de Lady Margaret Hall est nommé le Talbot Building après lui: il a ouvert en 1910 
Le Talbot Fund du Keble College, créé en 1999, porte également son nom .
Un mémorial dédié à Talbot se dresse dans la cathédrale de Southwark sous la forme d'une effigie en bronze au sommet d'une tombe en pierre, par le sculpteur Cecil Thomas.